# جسر غار
جسر غار (بالفرنسية: Pont du Gard)‏ هو جسر قوسي أثري، ومجرى مائي مرفوع يقطع نهر غاردون في إقليم غارد، فرنسا. يعود تاريخ تأسيسه إلى العهد الروماني، في الفترة الممتدة من 40-60 م. يُشار بالذكر إلى أنه تم تصنيف جسر دي غار في عام 1840 كمعلم أثري محمي، لكونه أعلى جسر مائي معروف في أراضي الإمبراطورية الرومانية. كما تم إدراجه ضمن لائحة التراث العالمي التابعة لليونسكو في عام 1985.

## التصميم

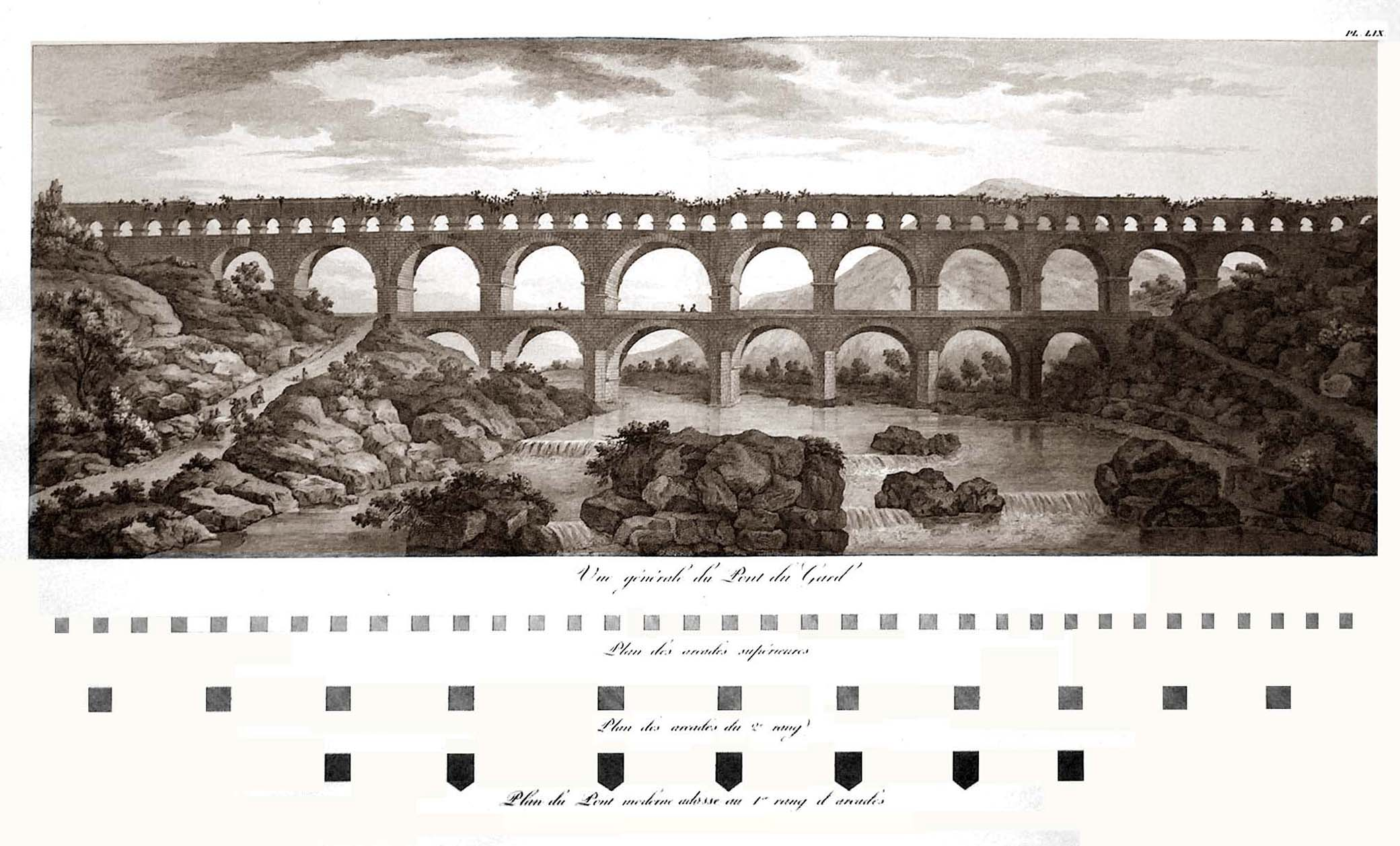
رسم قديم يعود لعام 1804 يظهر فيه الطريقة الهندسية المُستخدمة في بناء الجسر.

نسب إنشاء القناة إلى الإمبراطور أغسطس في عام 19 م. وكان هذا الجسر ليس مخصصًا لعبور الأفراد والممتلكات بل مخصص لجلب الماء كجزء من قناة طولها 50 كيلومترًا شيدت في القرن الأول الميلادي لتغذية مدينة نيم "Nîmes" بالماء من ينابيع تقع قرب مدينة أوزيس "Uzès" إلى الشمال.
وتعد هذه القناة دليلاً على المستوى التقني للمهندسين الرومان، حيث أن الانحدار من منطقة المنبع إلى نهاية القناة لا يتعدى 12.6 متر، أي بمعدل 25 سنتيمتر في كل كيلومتر.
وقد قامت الحكومة الفرنسية في عام 2000 بإنشاء متحف إلى جانب الجسر يعرض أشرطة للخيال الافتراضي تمثل فترة إنشاء الجسر و الحياة في الفترة الرومانية.

## معرض صور

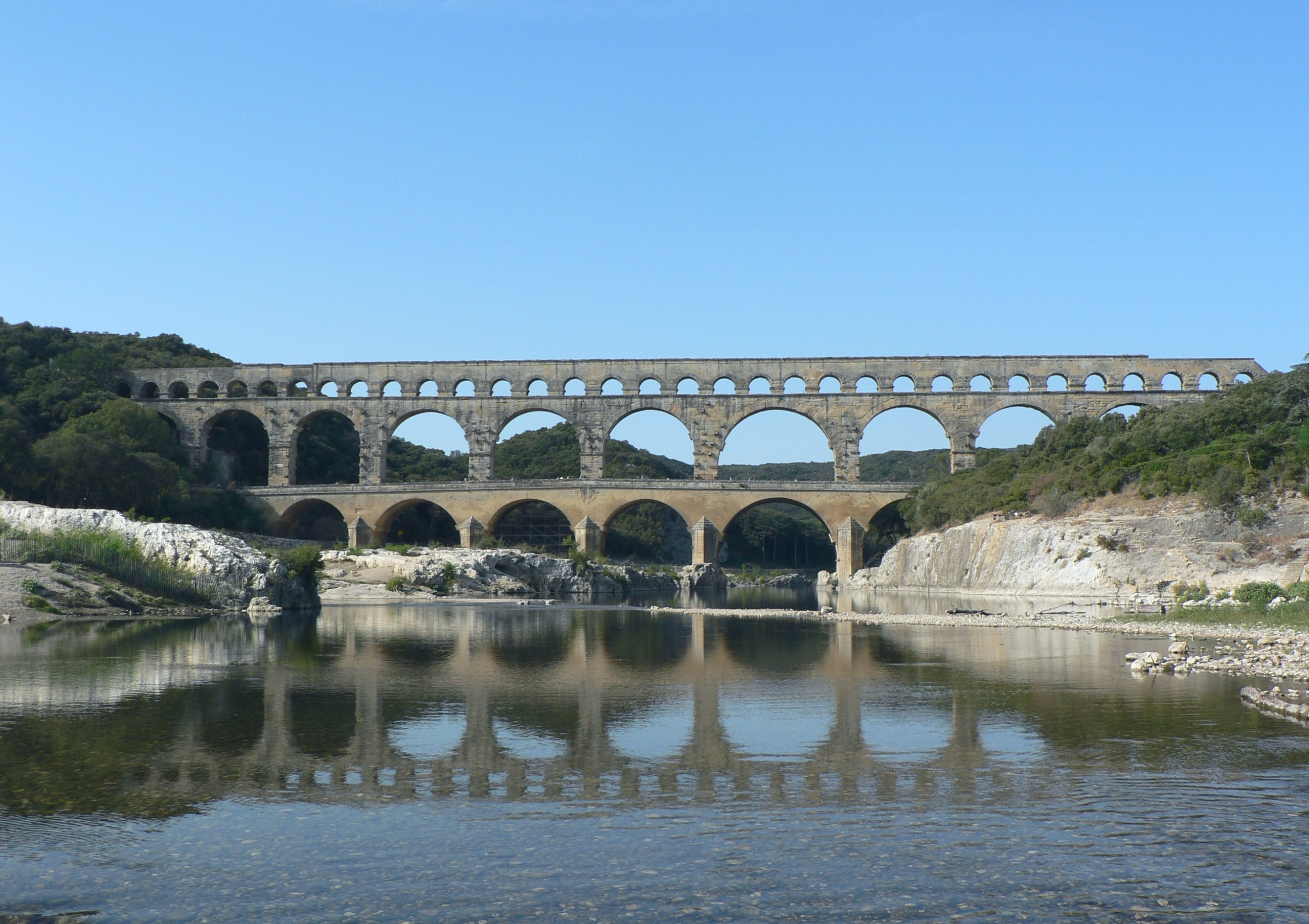
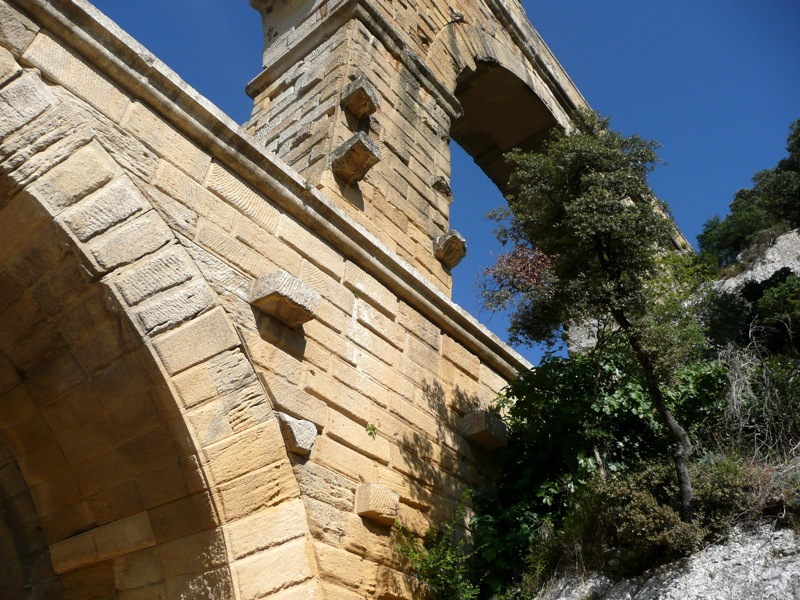
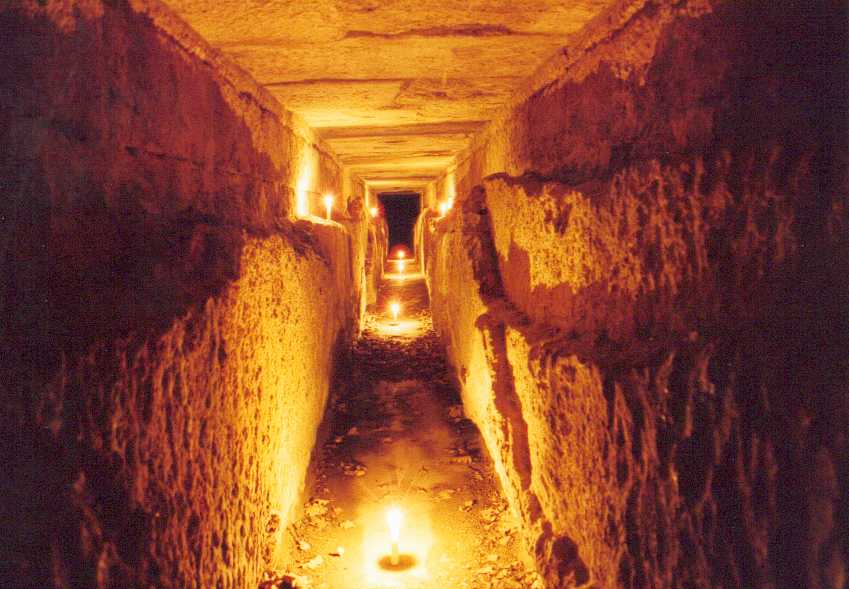

## مراجع

لقطة بانورامية للجسر تعود لعام 1660.

## وصلات خارجية
- الموقع الرسمي لمتحف بونت دي غار
- جسر غار  على موقع ستركتر

- صور لقناة بونت دي غار المائية
- وصف لبونت دي غار بالفرنسية
- بونت دي غار: معرض صور
- 600 قناة مائية رومانية مع 35 وصف من بينها بونت دي غار